# Fieschertal
Fieschertal – miejscowość i gmina (Politische Gemeinde) w południowej Szwajcarii, w kantonie Valais, w okręgu (Bezirk) Goms.
Gmina została po raz pierwszy wspomniana w dokumentach w 1351 roku jako vallis de Vies.

## Demografia
W Fieschertalu 31 grudnia 2021 roku mieszkały 332 osoby. W 2021 roku 9,6% populacji gminy stanowiły osoby urodzone poza Szwajcarią.
W 2000 roku 98,4% populacji mówiło w języku niemieckim, 0,8% w języku niderlandzkim, a 0,4% w języku francuskim i 0,4% w języku włoskim.

Zmiany w liczbie ludności są przedstawione na poniższym wykresie:

## Transport
Przez teren gminy przebiega droga główna nr 216. 